# Балго
Балго́ (фр. Balgau) — коммуна на северо-востоке Франции в регионе Гранд-Эст (бывший Эльзас — Шампань — Арденны — Лотарингия), департамент Верхний Рейн, округ Кольмар — Рибовилле, кантон Энсисем. До марта 2015 года коммуна административно входила в состав упразднённого кантона Нёф-Бризак (округ Кольмар).
Площадь коммуны — 9,49 км², население — 818 человек (2006) с тенденцией к росту: 934 человека (2012), плотность населения — 98,4 чел/км².

## Население
Численность населения коммуны в 2011 году составляла 934 человека, а в 2012 году — 934 человека.
| 1962 | 1968 | 1975 | 1982 | 1990 | 1999 | 2006 | 2011 | 2012 |
| ---- | ---- | ---- | ---- | ---- | ---- | ---- | ---- | ---- |
| 408  | 421  | 486  | 543  | 629  | 708  | 818  | 934  | 934  |

Динамика населения:

## Экономика
В 2010 году из 619 человек трудоспособного возраста (от 15 до 64 лет) 482 были экономически активными, 137 — неактивными (показатель активности 77,9 %, в 1999 году — 71,9 %). Из 482 активных трудоспособных жителей работали 440 человек (239 мужчин и 201 женщина), 42 числились безработными (20 мужчин и 22 женщины). Среди 137 трудоспособных неактивных граждан 47 были учениками либо студентами, 52 — пенсионерами, а ещё 38 — были неактивны в силу других причин.
На протяжении 2011 года в коммуне числилось 338 облагаемых налогом домохозяйств, в которых проживало 962,5 человека. При этом медиана доходов составила 23395 евро на одного налогоплательщика.